# Anamobaea oerstedi
Anamobaea oerstedi är en ringmaskart som beskrevs av Henrik Nikolai Krøyer 1856. Anamobaea oerstedi ingår i släktet Anamobaea och familjen Sabellidae.
Artens utbredningsområde är Mexikanska golfen. Inga underarter finns listade i Catalogue of Life.

## Bildgalleri

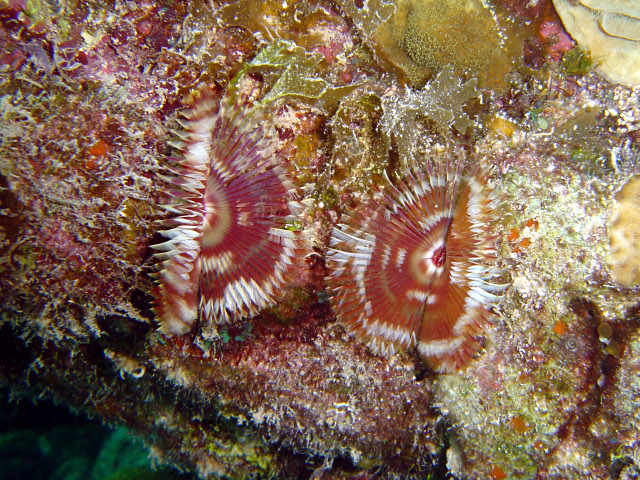
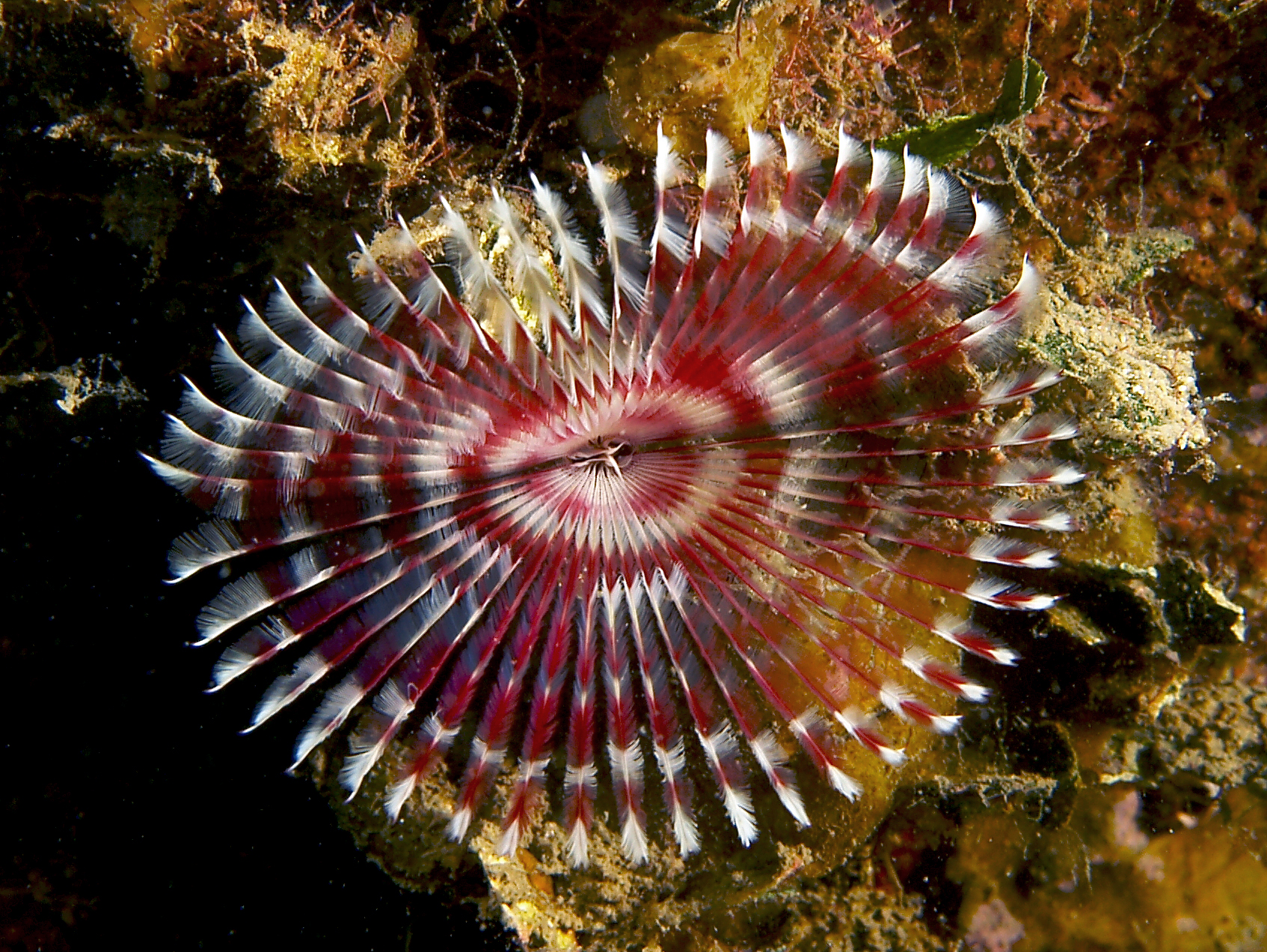